# 南斯帕福德 (紐約州)
南斯帕福德（英語：South Spafford）是位於美國紐約州奧農達加縣的非建制地區。

## 歷史
南斯帕福德的郵局於1879年設立，其後於1911年停運。

## 地理
南斯帕福德所處的海拔為高於海平面467米（即1532英呎），而該地所採用的時區為UTC-5，即北美东部时区（EST）。同時該地設有夏令時間，為UTC-5調快一小時，即UTC-4（EDT）。